# Championnats d'Europe d'athlétisme 1998
Navigation
Les 17e Championnats d'Europe d'athlétisme ont eu lieu du 18 au 23 août 1998 au Népstadion de Budapest en Hongrie.
46 épreuves figurent au programme de la compétition (24 masculines et 22 féminines). Le saut à la perche et le lancer de marteau féminins sont disputés pour la première fois durant ces championnats et le 5 000 mètres remplace le 3 000 mètres féminin.

## Faits marquants
- Le 19 août 1998, la française Christine Arron améliore le record d'Europe du 100 m en établissant 10 s 73 en finale, avec un vent favorable limite de +2,0 m/s, (l'ancien record était détenu par la Russe Irina Privalova en 10 s 77, qu'elle devance par ailleurs dans la finale), soit la quatrième meilleure performance de tous les temps. Sa faculté d’accélération une fois lancée est encore plus manifeste en finale du relais 4 x 100m où elle comble un retard impressionnant sur la russe Privalova pour gagner finalement avec 1,50 m d’avance.

- Ces championnats sont d’un niveau sensiblement supérieur à ceux de 1994 et de 1990. Ainsi chez les hommes, 13 des 24 vainqueurs ont une performance supérieure à celle du vainqueur de 1994 et chez les femmes, 11 des 19 vainqueurs ont une performance supérieure à celle de la gagnante de 1994.

- L’Irlandaise Sonia O'Sullivan est double vainqueur du 10 000 m (le mercredi 19) et du  5 000 m  (le samedi 22), grâce à un même finish irrésistible.

- Plusieurs athlètes réussissent à conserver leur titre. La palme revient à l’allemande Heike Drechsler qui gagne à 33 ans, l’épreuve de la longueur pour la 4e fois d’affilée. Chez les hommes, les britanniques Colin Jackson au 110 m haies, Steve Backley au javelot et l'équipe de relais 4 x 400 m sont vainqueurs pour la 3e fois de suite. Chez les femmes, Irina Privalova conserve son titre du 200 m, et Svetla Dimitrova celui du 100m haies, Manuela  Machado celui du marathon et Vita Pavlysh celui du poids. Enfin Sonia O’Sullivan, qui avait gagné le 3 000 m en 1994, remporte le 5 000 m qui le remplace.
- Au nombre de médailles d’or, la Grande Bretagne reprend la 1re place après un relatif tassement en 1994. 8 de ses 9 titres sont remportés par son équipe masculine. Elle est talonnée par l’Allemagne avec 3 titres pour les hommes et 5 pour les femmes. Plus dense, l’équipe allemande est 1re au nombre de médailles (hommes : 11, femmes : 12) et au nombre de finalistes (hommes : 28, femmes : 28) .

## Résultats

### Hommes
| Épreuves          | Or                                                                             | Argent                                                                               | Bronze                                                                           |
| ----------------- | ------------------------------------------------------------------------------ | ------------------------------------------------------------------------------------ | -------------------------------------------------------------------------------- |
| 100 m             | Darren Campbell 10 s 04                                                        | Dwain Chambers 10 s 10                                                               | Harálabos Papadiás 10 s 17                                                       |
| 200 m             | Douglas Walker 20 s 53                                                         | Doug Turner 20 s 64                                                                  | Julian Golding 20 s 72                                                           |
| 400 m             | Iwan Thomas 44 s 52                                                            | Robert Maćkowiak 45 s 04                                                             | Mark Richardson 45 s 14                                                          |
| 800 m             | Nils Schumann 1 min 44 s 89                                                    | André Bucher 1 min 45 s 04                                                           | Lukáš Vydra 1 min 45 s 23                                                        |
| 1 500 m           | Reyes Estevez 3 min 41 s 31                                                    | Rui Silva 3 min 41 s 84                                                              | Fermin Cacho 3 min 42 s 43                                                       |
| 5 000 m           | Isaac Viciosa 13 min 37 s 46                                                   | Manuel Pancorbo 13 min 38 s 03                                                       | Mark Carroll 13 min 38 s 15                                                      |
| 10 000 m          | António Pinto 27 min 48 s 62                                                   | Dieter Baumann 27 min 56 s 75                                                        | Stéphane Franke 27 min 59 s 90                                                   |
| Marathon          | Stefano Baldini 2 h 12 min 01 s                                                | Danilo Goffi 2 h 12 min 11 s                                                         | Vincenzo Modica 2 h 12 min 53 s                                                  |
| 110 m haies       | Colin Jackson 13 s 02                                                          | Falk Balzer 13 s 12                                                                  | Robin Korving 13 s 20                                                            |
| 400 m haies       | Paweł Januszewski 48 s 18                                                      | Ruslan Mashchenko 48 s 25                                                            | Fabrizio Mori 48 s 71                                                            |
| 3 000 m steeple   | Damian Kallabis 8 min 13 s 10                                                  | Alessandro Lambruschini 8 min 16 s 70                                                | Jim Svenøy 8 min 18 s 97                                                         |
| 20 km marche      | Ilya Markov 1 h 21 min 10 s                                                    | Aigars Fadejevs 1 h 21 min 29 s                                                      | Francisco Javier Fernández 1 h 21 min 39 s                                       |
| 50 km marche      | Robert Korzeniowski 3 h 43 min 51 s                                            | Valentin Kononen 3 h 44 min 29 s                                                     | Andrey Plotnikov 3 h 45 min 53 s                                                 |
| Relais 4 × 100 m  | Royaume-Uni Allyn Condon Darren Campbell Douglas Walker Julian Golding 38 s 52 | France Thierry Lubin Frédéric Krantz Christophe Cheval Needy Guims 38 s 87           | Pologne Marcin Krzywański Marcin Nowak Piotr Balcerzak Ryszard Pilarczyk 38 s 98 |
| Relais 4 × 400 m  | Royaume-Uni Mark Hylton Jamie Baulch Iwan Thomas Mark Richardson 2 min 58 s 68 | Pologne Piotr Rysiukiewicz Tomasz Czubak Piotr Haczek Robert Maćkowiak 2 min 58 s 88 | Espagne Antonio Andres Juan Trull Andrés Martinez David Canal 3 min 02 s 47      |
| Saut en hauteur   | Artur Partyka 2,34 m                                                           | Dalton Grant 2,34 m                                                                  | Sergey Klyugin 2,32 m                                                            |
| Saut en longueur  | Kirill Sosunov 8,28 m                                                          | Bogdan Ţăruş 8,21 m                                                                  | Petar Dachev 8,06 m                                                              |
| Saut à la perche  | Maksim Tarasov 5,81 m                                                          | Tim Lobinger 5,81 m                                                                  | Jean Galfione 5,76 m                                                             |
| Triple saut       | Jonathan Edwards 17,99 m                                                       | Denis Kapustin 17,45 m                                                               | Rostislav Dimitrov 17,26 m                                                       |
| Lancer du poids   | Oleksandr Bahach 21,17 m                                                       | Oliver-Sven Buder 20,98 m                                                            | Yuriy Bilonoh 20,92 m                                                            |
| Lancer du disque  | Lars Riedel 67,07 m                                                            | Jürgen Schult 66,69 m                                                                | Virgilijus Alekna 66,46 m                                                        |
| Lancer du javelot | Steve Backley 89,72 m                                                          | Mick Hill 86,92 m                                                                    | Raymond Hecht 86,63 m                                                            |
| Lancer du marteau | Tibor Gecsek 82,87 m                                                           | Balázs Kiss 81,26 m                                                                  | Karsten Kobs 80,13 m                                                             |
| Décathlon         | Erki Nool 8 667 pts                                                            | Eduard Hämäläinen 8 587 pts                                                          | Lev Lobodin 8 571 pts                                                            |

### Femmes
| Épreuves          | Or                                                                          | Argent                                                                                                 | Bronze                                                                                  |
| ----------------- | --------------------------------------------------------------------------- | --- | --------------------------------------------------------------------------------------- |
| 100 m             | Christine Arron 10 s 73 (RE)                                                | Irina Privalova 10 s 83                                                                                | Ekaterini Thanou 10 s 87                                                                |
| 200 m             | Irina Privalova 22 s 62                                                     | Zhanna Pintusevich-Block 22 s 74                                                                       | Melanie Paschke 22 s 78                                                                 |
| 400 m             | Grit Breuer 49 s 93                                                         | Helena Fuchsová 50 s 21                                                                                | Olga Kotlyarova 50 s 38                                                                 |
| 800 m             | Yelena Afanasyeva 1 min 58 s 50                                             | Malin Ewerlöf 1 min 59 s 61                                                                            | Stephanie Graf 2 min 00 s 11                                                            |
| 1 500 m           | Svetlana Masterkova 4 min 11 s 91                                           | Carla Sacramento 4 min 12 s 62                                                                         | Anita Weyermann 4 min 13 s 06                                                           |
| 5 000 m           | Sonia O'Sullivan 15 min 06 s 50                                             | Gabriela Szabo 15 min 08 s 31                                                                          | Marta Domínguez 15 min 10 s 54                                                          |
| 10 000 m          | Sonia O'Sullivan 31 min 29 s 33                                             | Fernanda Ribeiro 31 min 32 s 42                                                                        | Lidia Simon 31 min 32 s 64                                                              |
| Marathon          | Manuela Machado 2 h 27 min 10 s                                             | Madina Biktagirova 2 h 28 min 01 s                                                                     | Maura Viceconte 2 h 28 min 31 s                                                         |
| 100 m haies       | Svetla Dimitrova 12 s 56                                                    | Brigita Bukovec 12 s 65                                                                                | Irina Korotya 12 s 85                                                                   |
| 400 m haies       | Ionela Târlea 53 s 37                                                       | Tetyana Tereshchuk 54 s 07                                                                             | Silvia Rieger 54 s 45                                                                   |
| 10 km marche      | Annarita Sidoti 42 min 49 s                                                 | Erica Alfridi 42 min 54 s                                                                              | Susana Feitor 42 min 55 s                                                               |
| 4 × 100 m         | France Katia Benth Frederique Bangue Sylviane Felix Christine Arron 42 s 59 | Allemagne Melanie Paschke Gabi Rockmeier Birgit Rockmeier Andrea Philipp 42 s 68                       | Russie Olga Ekk Galina Maltchouguina Natalya Voronova Irina Privalova 42 s 73           |
| 4 × 400 m         | Allemagne Anke Feller Uta Rohländer Silvia Rieger Grit Breuer 3 min 23 s 03 | Russie Natalya Khrushchelyova Svetlana Goncharenko Yekaterina Bakhvalova Olga Kotlyarova 3 min 23 s 56 | Royaume-Uni Donna Fraser Vikki Jamison Katharine Merry Allison Curbishley 3 min 25 s 66 |
| Saut en hauteur   | Monica Dinescu 1,97 m                                                       | Donata Jancewicz 1,95 m                                                                                | Alina Astafei 1,95 m                                                                    |
| Saut en longueur  | Heike Drechsler 7,16 m                                                      | Fiona May 7,11 m                                                                                       | Lyudmila Galkina 7,06 m                                                                 |
| Saut à la perche  | Anzhela Balakhonova 4,31 m                                                  | Nicole Humbert 4,31 m                                                                                  | Yvonne Buschbaum 4,31 m                                                                 |
| Triple saut       | Ólga Vasdéki 14,55 m                                                        | Šárka Kašpárková 14,53 m                                                                               | Tereza Marinova 14,50 m                                                                 |
| Lancer du poids   | Vita Pavlysh 21,69 m                                                        | Irina Korzhanenko 19,71 m                                                                              | Yanina Karolchik 19,23 m                                                                |
| Lancer du disque  | Franka Dietzsch 67,49 m                                                     | Natalya Sadova 66,94 m                                                                                 | Nicoleta Grasu 65,94 m                                                                  |
| Lancer du javelot | Tanja Damaske 69,10 m                                                       | Tatyana Shikolenko 66,92 m                                                                             | Mikaela Ingberg 64,92 m                                                                 |
| Lancer du marteau | Mihaela Melinte 71,17 m                                                     | Olga Kuzenkova 69,28 m                                                                                 | Kirsten Münchow 65,61 m                                                                 |
| Heptathlon        | Denise Lewis 6 559 pts                                                      | Urszula Wlodarczyk 6 460 pts                                                                           | Natalya Sazanovich 6 410 pts                                                            |

## Tableau des médailles
| Rang | Nation             | Or | Argent | Bronze | Total |
| ---- | ------------------ | -- | ------ | ------ | ----- |
| 1.   | Royaume-Uni        | 9  | 4      | 3      | 16    |
| 2.   | Allemagne          | 8  | 7      | 8      | 23    |
| 3.   | Russie             | 6  | 9      | 7      | 22    |
| 4.   | Pologne            | 3  | 4      | 1      | 8     |
| 5.   | Roumanie           | 3  | 2      | 2      | 7     |
| 6.   | Ukraine            | 3  | 2      | 1      | 6     |
| 7.   | Italie             | 2  | 4      | 3      | 9     |
| 8.   | Portugal           | 2  | 3      | 1      | 6     |
| 9.   | Espagne            | 2  | 1      | 4      | 7     |
| 10.  | France             | 2  | 1      | 1      | 4     |
| 11.  | Irlande            | 2  | 0      | 1      | 3     |
| 12.  | Hongrie            | 1  | 1      | 0      | 2     |
| 13.  | Bulgarie           | 1  | 0      | 3      | 4     |
| 14.  | Grèce              | 1  | 0      | 2      | 3     |
| 15.  | Estonie            | 1  | 0      | 0      | 1     |
| 16.  | Finlande           | 0  | 2      | 1      | 3     |
| 16.  | République tchèque | 0  | 2      | 1      | 3     |
| 18.  | Suisse             | 0  | 1      | 1      | 2     |
| 19.  | Slovénie           | 0  | 1      | 0      | 1     |
| 19.  | Lettonie           | 0  | 1      | 0      | 1     |
| 19.  | Suède              | 0  | 1      | 0      | 1     |
| 22.  | Biélorussie        | 0  | 0      | 2      | 2     |
| 23.  | Norvège            | 0  | 0      | 1      | 1     |
| 23.  | Pays-Bas           | 0  | 0      | 1      | 1     |
| 23.  | Autriche           | 0  | 0      | 1      | 1     |
| 23.  | Lituanie           | 0  | 0      | 1      | 1     |
|      |                    | 46 | 46     | 46     | 138   |